# Construção Civil (filme)
Construção Civil (1975) é o título de um documentário histórico português de curta-metragem da Unidade de Produção Cinematográfica nº1, entidade colectiva reunindo realizadores e técnicos. Trabalhavam em espírito colectivista e serviam-se do parque de material do Instituto Português de Cinema, que integrava as «unidadesdes de produção».
O filme cobre os acontecimentos que, num dos momentos mais agitados do PREC, levaram à grande manifestação dos trabalhadores da construção civil em frente do Palácio de S. Bento. A multidão manteve os deputados encerrados no interior do edifício da Assembleia da República durante dois dias e duas noites.

## Sinopse
Meados de Novembro de 1975. «Contrato colectivo cá para fora já!», «A quinhentos escudos, salários de fome!»: palavras de ordem gritadas que levaram â greve dos operários da construção civil. Os grevistas manifestam-se em frente do Palácio de S. Bento, em Lisboa, para forçarem os deputados a aceitar o contrato colectivo de trabalho. O contrato é assinado no dia 13 de Novembro, cerca das cinco horas da madrugada.

## Ficha técnica
- Realização: Unidade de Produção cinematográfica nº1
- Produção: Instituto Português de Cinema
- Director de produção: Vítor Costa
- Assistentes de realização: Manuel Bento e José Santos
- Operador de imagem: António Ordiales
- Director de som: Heliodoro Pires
- Operador de som: António Inocêncio
- Assistente de som: Pedro Pereira
- Montagem: Jacinta Guerreiro
- Assistente de montagem: Manuela Portela
- Formato: 35 mm p/b
- Género: documentário histórico